# کورونا (کالیفرنیا)
کورونا (به انگلیسی: Corona) شهری در شهرستان ریورساید، کالیفرنیا ایالت کالیفرنیا است که در سرشماری سال ۲۰۱۰ میلادی، ۱۵۲۳۷۴ نفر جمعیت داشته‌است. 